# ميشال استيفان
ميشال استيفان (بالفرنسية: Michel Estevan)‏ (28 سبتمبر 1961 بالجزائر في الجزائر - ) هو مدرب كرة قدم ولاعب كرة قدم فرنسي في مركز الوسط. لعب مع نادي أرليه أفينيون ونادي سيت ونيم أولمبيك وStade Beaucairois FC ‏ وأفينيون فوت 84.

## روابط خارجية
- ميشال استيفان على موقع قاعدة بيانات كرة القدم.إي يو (الإنجليزية)